# Wilson Hill
Wilson Hill är en kulle i Antarktis. Den ligger i Östantarktis. Nya Zeeland gör anspråk på området. Toppen på Wilson Hill är 593 meter över havet.
Terrängen runt Wilson Hill är lite bergig. Trakten är obefolkad. Det finns inga samhällen i närheten. 